# Maria Ouspenskaya
Maria Ouspenskaya (russisk: Мария  Алексеевна Успенская, tr. Marija Aleksejevna Uspenskaja, født 29. juli 1879 i Tula, Russiske Kejserrige, død 3. december 1949 i Los Angeles, USA) var en russisk og amerikansk skuespiller og underviser.

## Filmografi (udvalg)
- 1936 - Hr. og Fru Dodsworth intime
- 1937 - Marie Walewska
- 1939 - Han og hun
- 1940 - Waterloo broen
- 1940 - Dr. Ehrlich's Magic Bullet
- 1940 - The Mortal Storm
- 1941 - The Wolf Man
- 1942 - Af ild og støv
- 1949 - Bli' hængende